# Vikingeskibene i Roskilde Fjord
Vikingeskibene i Roskilde Fjord er en film fra 1964 om Skuldelev-skibene, som blev instrueret af Børge Høst.

## Handling
Filmen skildrer det minutiøse puslespil, som lå mellem fundet af de sænkede skibe i Roskilde Fjord og opstillingen af de færdige skibe i Vikingeskibsmuseet i Roskilde. Træet var nedbrudt og splintret efter næsten 1000 år i vandet, det krævede opfindsomhed, omhu og tålmodighed at konservere det og derefter genskabe skibene i deres gamle form. Filmen lægger stor vægt på de tekniske detaljer i konserveringsprocessen.